# The Blurred Crusade
The Blurred Crusade är ett album av The Church. Albumet släpptes 1982.

## Låtlista
1. Almost with you - Steve Kilbey
2. When you were mine - Steve Kilbey
3. Field of Mars - Steve Kilbey, Marty Wilson-Piper
4. An interlude - Steve Kilbey, Marty Wilson-Piper, Peter Koppes, Richard Ploog
5. Secret corners - Steve Kilbey
6. Just for you - Steve Kilbey
7. A fire burns - Steve Kilbey
8. To be in your eyes - Steve Kilbey
9. You took - Steve Kilbey, Marty Wilson-Piper, Peter Koppes, Richard Ploog
10. Don't look back - Steve Kilbey

## Producerades av
Bob Clearmountain, Chris Gilbey

## Medverkande
- Steve Kilbey - Sång, bas, keyboard
- Peter Koppes - Gitarr, bakgrundssång, piano
- Marty Wilson-Piper - Gitarr, bakgrundssång
- Richard Ploog - Trummor